# Black Label Society
Black Label Society er en heavy metal-gruppe der blev grundlagt af Zakk Wylde sidst i 1990'erne, da Ozzy Osbourne tog pause fra musik på ubestemt tid. Dette gav Wylde tid til at arbejde med nogle af sine egne projekter, deriblandt Pride and Glory, Zakk Wylde's Book Of Shadows og Black Label Society, den mest succesfulde af disse. Wylde spiller i dag både for Ozzy Osbourne og Black Label Society på Ozzfest tournéerne.

## Nuværende medlemmer
- Zakk Wylde – leadguitar, keyboard, Vokal
- James Lomenzo – bas
- Nick Catanese – rytmeguitar
- Craig Nunenmacher – trommer

## Tidligere medlemmer
- Robert Trujillo – bas
- John Deservio – bas
- Steve Gibb – bas
- Phil Ondich – trommer

## Diskografi
- Sonic Brew (1998)
- Stronger Than Death (2000)
- 1919 Eternal (2002)
- The Blessed Hellride (2003)
- Hangover Music Vol. VI (2004)
- Mafia (2005)
- Shot to Hell (2006)
- Order of the Black (2010)
- Unblackened (2013)
- Catacombs of the Black Vatican (2014)
- Grimmest Hits (2018)
- pride & glory (2019)
- Doom Crew Inc. (2021)